# Kjell Östlund
Kjell Owen Östlund, född 14 april 1938 i Bureå, Västerbottens län, är en svensk-dansk målare, tecknare och grafiker.
Han är son till kamreren Petrus Östlund och Anna Viktoria Wallström. Efter läroverksstudier i Skellefteå studerade Östlund konst för Aksel Jørgensen vid Det Kongelige Danske Kunstakademi 1955–1957 som följdes av studier för Søren Hjorth Nielsen på akademiens grafiska avdelning i Köpenhamn. Med undantag av en kortare tid då han var anställd som teckningslärare vid Skellefteå tekniska läroverk har han efter sina studier varit verksam i Danmark. Separat ställde han förutom i Danmark bland annat ut i Lycksele, Boliden och Byske och tillsammans med Bo Holmlund ställde han ut i Skellefteå. Bland hans offentliga arbeten märks dekorationer för Lycksele lasarett och Bureå ålderdomshem. Hans konst består av figurmotiv, stilleben och landskapsskildringar utförda i olja gouache, pastell, linoleumsnitt och i form av teckningar.